# Cessna 172
El Cessna 172 Skyhawk es un avión monomotor de ala alta con capacidad para cuatro personas fabricado por la empresa Cessna. El Cessna 172 es el avión más fabricado de la historia.

## Desarrollo
Los primeros modelos fabricados fueron entregados en 1956 y se sigue fabricando, estando la cifra de aparatos fabricados en más de 43 000 unidades hasta 2012. Los principales competidores del Skyhawk han sido el Piper Cherokee, el Beechcraft Musketeer y el Grumman Cheetah (estos dos últimos ya no se fabrican), y ya más adelante los DA40 Star y Symphony SA-160. 
Los primeros 172 eran prácticamente idénticos a los Cessna 170, con la misma forma de popa y las mismas barras altas del tren de aterrizaje, si bien versiones posteriores incorporaron un tren de aterrizaje revisado, una parte trasera más baja y una ventana de popa. Cessna publicitó esta modificación como "Omnivision". El desarrollo estructural definitivo, alcanzado a mediados de los años sesenta, consistió en la cola aún empleada hoy en día. El perfil del avión apenas fue modificado desde entonces, sufriendo sobre todo actualizaciones en la aviónica y la motorización incluyendo (sobre todo en 2005) la cabina de cristal Garmin G1000. La producción se detuvo a mediados de los ochenta, pero fue retomada en 1996 con los modelos Cessna 172R y Cessna 172SP de respectivamente 120 kW (160 CV) y 135 kW (180 CV) de potencia.
Los viejos Skyhawks fueron entregados con un motor Continental O-300 de 110 kW (145 CV), mientras que las versiones posteriores montaron propulsores Lycoming O-360 de 135 kW (180 CV), aunque las versiones O-320 de 110 o 120 kW son más comunes. Además existen unas cuantas unidades que montaron motores Franklin de 164 kW (220 CV).

### Variantes a partir del modelo clásico

#### Cessna 172RG Cutlass

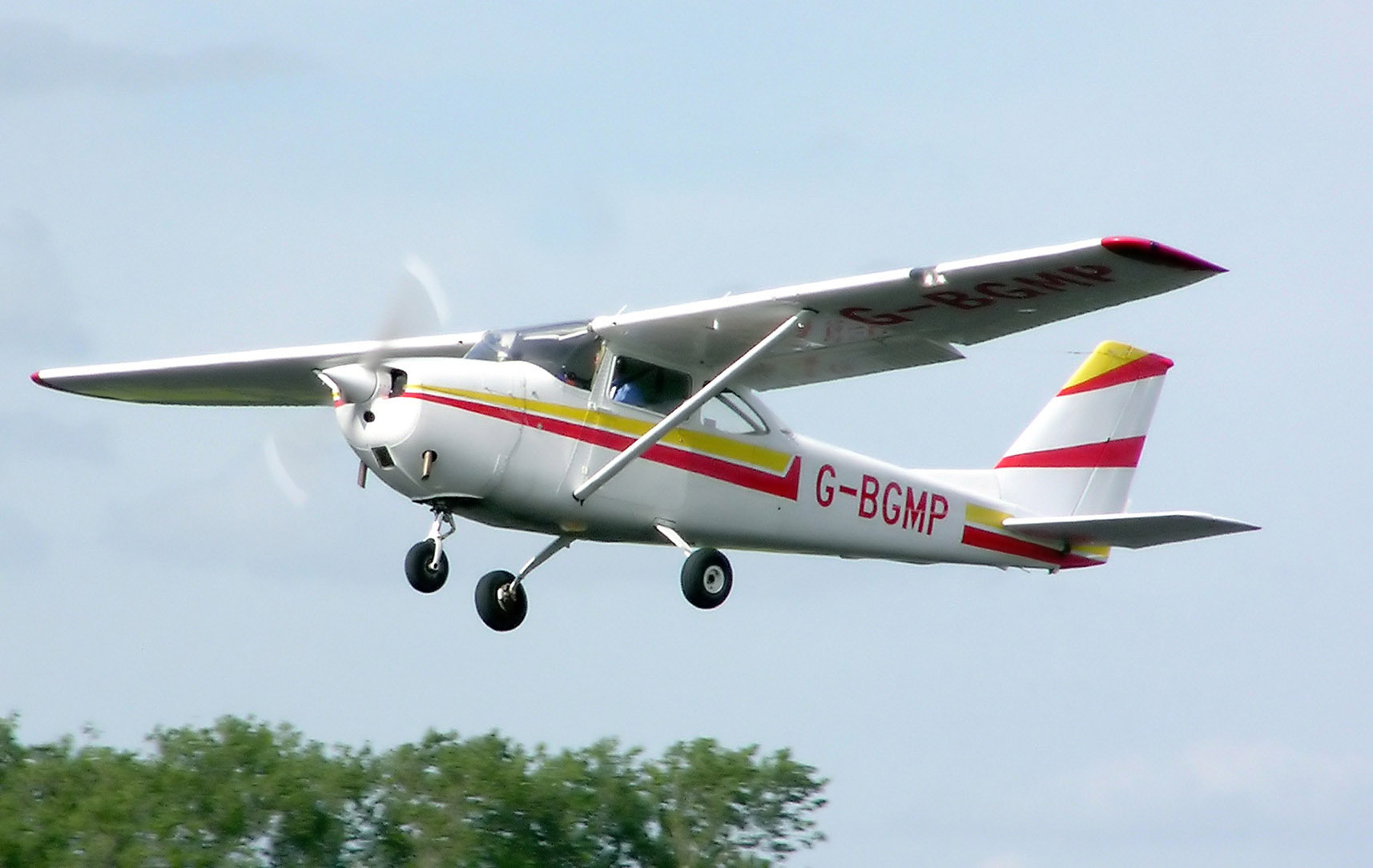
Cessna F172G de 1965.

Cessna fabricó una versión del 172 con tren de aterrizaje retractable llamada Cutlass 172RG, así como versiones con flotadores. Además, el 172RG montaba una hélice con palas de inclinación variable y velocidad constante y motores más potentes. Ejemplo de ello es la versión más espartana y militarizada, el Cessna 172E, que fue vendido al Ejército norteamericano como avión de observación. Pese al "172" de su nombre, el 172RG es en realidad una versión del Cessna 175.

#### Reims FR172 (F, G, H, I, J, K) y Hawk XP
El Reims Rocket, denominado FR172J, era fabricado por Reims Aviation entre finales de los sesenta y mediados de los setenta y montaba motores Continental IO-360-D, H, HB... de inyección, fabricados bajo licencia por Rolls-Royce y 157 kW (210 CV) de potencia, así como una hélice de velocidad constante. De este modelo nació el R172K Hawk XP, producido entre 1977 y 1981 tanto por Cessna como por Reims, y que montaba motores de inyección Continental IO-360K (posteriormente IO-360KB) rebajados a 145 kW (195 CV) de potencia al que se incorporó una hélice bipala de velocidad constante. Este avión es capaz de volar a una velocidad de crucero de 131 nudos, si bien lo destacable es su capacidad de ascenso e incremento del peso máximo al despegue, dando un rendimiento similar al Cessna 182 (lo que dio lugar a que la versión XP producida por Cessna limitara la potencia del motor a 195 CV).

### Evolución

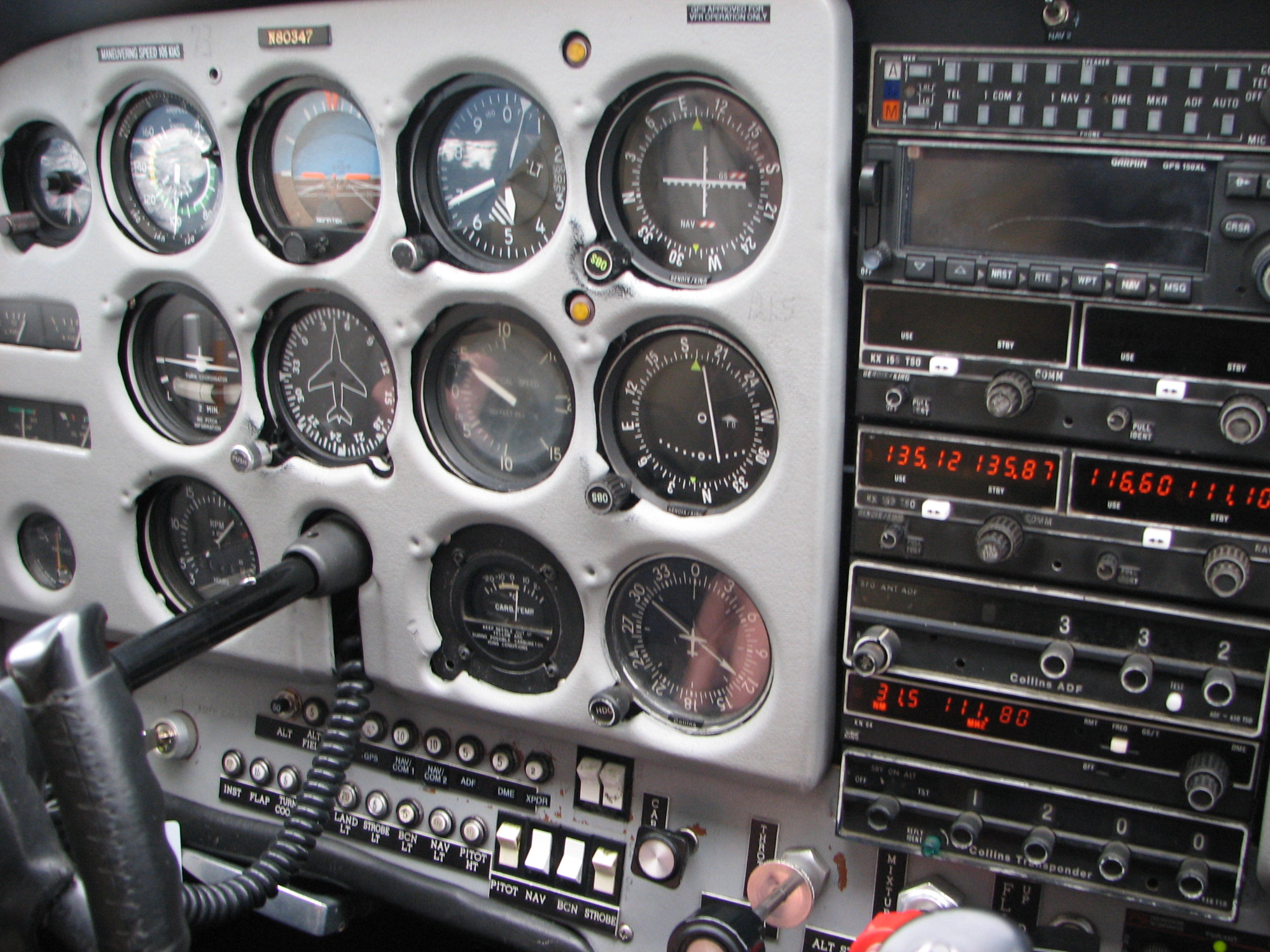
Panel de instrumentos de un Cessna 172.

El 172 es descendiente directo del Cessna 170, con la única diferencia del tren "triciclo" en lugar del convencional original propio del 170, con rueda de cola. El Skyhawk forma parte de una gran familia de aviones Cessna monomotores de ala alta y tren "triciclo", que va desde el biplaza 150/152 (ya no se fabrica) hasta el 182 Skylane, el 206 Stationair de seis plazas y el 208 Caravan turbohélice de catorce plazas.

## Usos
A causa de su diseño de ala alta, su estabilidad en vientos de baja velocidad y su relativamente baja velocidad de entrada en pérdida, el Cessna 172 es un excelente aparato para múltiples usos, como el entrenamiento, el recreo, el transporte ligero y las operaciones de búsqueda y rescate.
Muchos países y corporaciones han empleado este modelo en una variedad de usos, desde civiles a militares. La Patrulla Fronteriza de los Estados Unidos, por ejemplo, operaba durante años una flota con gran cantidad de Cessna 172 Skyhawk, utilizados para vigilancia aérea de la frontera entre México y los Estados Unidos. Actualmente este servicio utiliza los modelos de Cessna 206 y 210 a este fin.
Una variante del Cessna 172, el T-41, es empleada como avión de entrenamiento básico por varios ejércitos, entre los que destaca la Fuerza Aérea y del Ejército de los Estados Unidos. Cabe destacar que en la última década dichas aeronaves han ido siendo reemplazadas por aeronaves más modernas en algunas fuerzas armadas, aunque en otras, como la de Arabia Saudí, fueron mejoradas para así alargar su vida útil.

## Operadores

### Operadores militares
Colombia
- Fuerza Aérea Colombiana: 4 unidades entregadas en julio de 2021 y 4 unidades entregadas en julio de 2022.[5]

## Especificaciones

### Características generales
- Tripulación: 1 piloto.
- Capacidad: 3 pasajeros.
- Longitud: 7,9 m (26 ft)
- Envergadura: 11 m (36,1 ft)
- Altura: 2,7 m (8,9 ft)
- Superficie alar: 16,2 m² (174,4 ft²)
- Perfil alar: NACA 2412 modificado
- Peso vacío: 743 kg (1637,6 lb)
- Peso útil: 367 kg (808,9 lb)
- Peso máximo al despegue: 1110 kg (2446,4 lb)
- Planta motriz: 1× motor de cuatro cilindros opuestos enfriados por aire Lycoming IO-360-L2A.
  - Potencia: 118 kW (158 HP; 160 CV)

### Rendimiento
- Velocidad nunca excedida (Vne): 302 km/h (188 MPH; 163 kt)
- Velocidad máxima operativa (Vno): 228 km/h (142 MPH; 123 kt)
- Alcance: 1270 km (686 nmi; 789 mi)
- Radio de acción: km
- Alcance en combate: km
- Alcance en ferry: km
- Techo de vuelo: 4328 m (14 200 ft)
- Régimen de ascenso: 3,7 m/s (720 ft/min)
- Carga alar: 13.2 Lbs x Pies cuadrados

## Accidentes e incidentes
- El 3 de diciembre de 2018, un Cessna 172 se estrelló en Culiacán, Sinaloa, al chocar con cables de alta tensión, haciendo que la aeronave entrara en pérdida y estrellarse contra una casa; murieron las cuatro personas a bordo de la avioneta, pero lograron sobrevivir una madre y sus dos hijas que se encontraban en el edificio al momento del accidente.
- El 9 de enero de 2022, un piloto a bordo de su Cessna 172 despegó desde el Aeropuerto Whiteman, ubicado en el Valle de San Fernando, en Los Ángeles, California. Durante el vuelo tuvo una falla de motor, lo que lo obligó a aterrizar de emergencia y quedó atrapado en las vías del tren. Logró ser rescatado gracias a la policía.[6]